# Frijsenborg

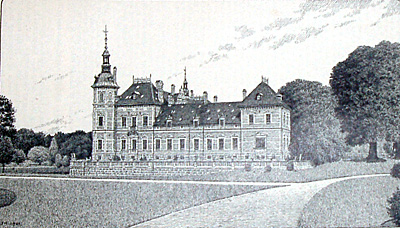
Le nouveau château à la fin du XIXe siècle

Frijsenborg (Frijsenborg slot, autrefois Jernit) est un château appartenant à un comté danois du même nom, situé dans le Jutland près d’Århus. Il a été fondé en 1672 par Mogens Friis de Favrskov (1623 † 1675). Son domaine de 82 kilomètres carrés a été la propriété privée la plus étendue du Danemark. Mogens Friis a acheté le village de Jernit et ses fermes en 1665, ses descendants ont encore agrandi le domaine au fil des années. Le comté avait une étendue de 450 kilomètres carrés à la fin du XVIIIe siècle avec 42 clochers.

## Historique

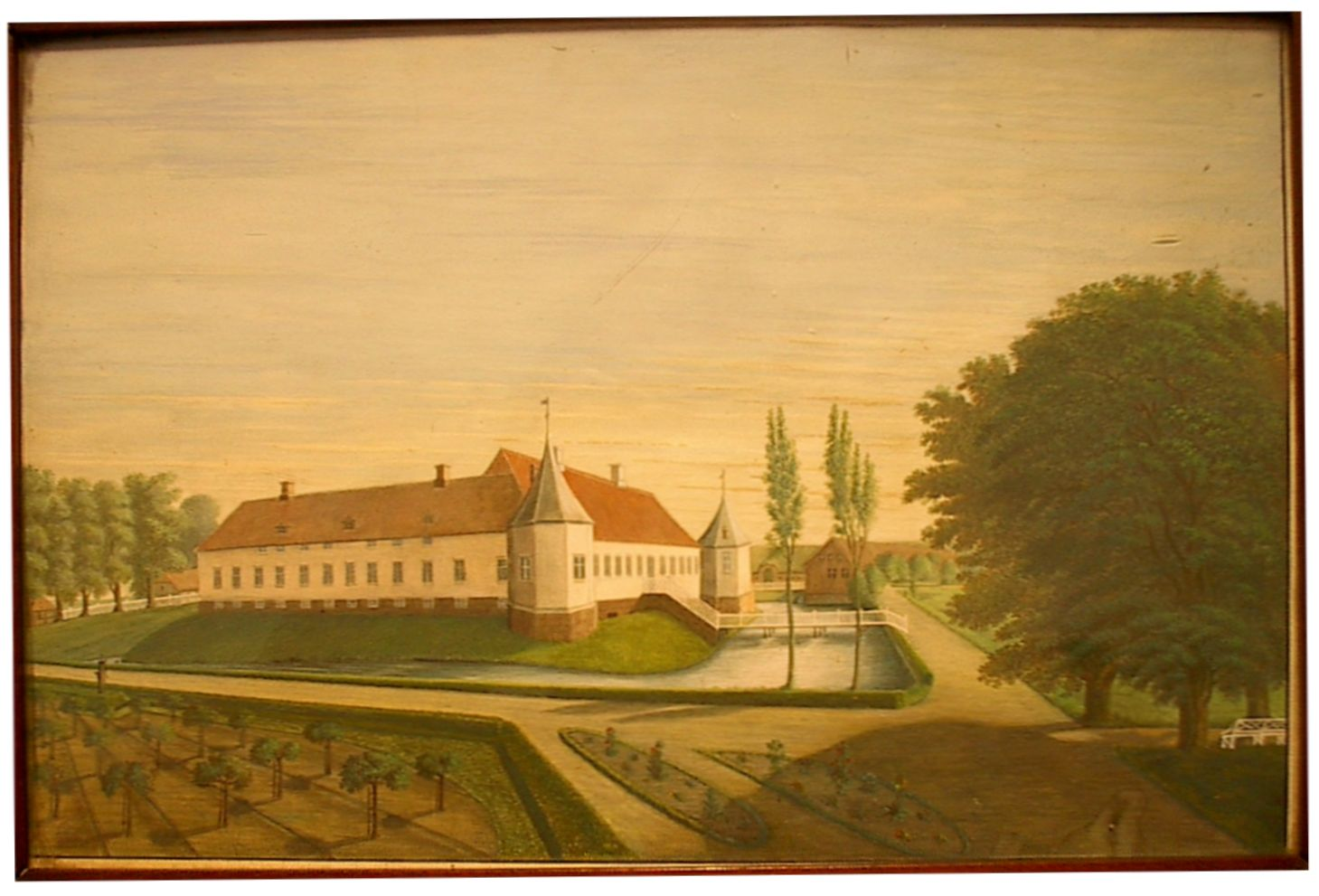
L’ancien château en 1830

Le château actuel a été construit par Ferdinand Meldahl entre 1862 et 1867 sur les fondations de l’ancien château construit entre 1693 et 1707. Il est bâti en style néorenaissance et entouré de bâtiments agricoles et d’un parc à l’anglaise avec des fabriques, comme un petit temple en ruines. Pendant tout le XIXe siècle, et spécialement dans la seconde moitié, Frijsenborg est une exploitation agricole modèle et extrêmement florissante. Le domaine consiste en 1922 en 3 720 hectares de terres cultivables et 7 220 hectares de forêts. C’est l’année où les lois sur les successions seigneuriales sont abolies. Frijsenborg est alors le domaine le plus important du pays. Wilhelm Dinesen, cousin des Frijs, et ses enfants dont Karen Blixen, y ont fait de fréquents séjours.

## Propriétaires
À la mort du petit-fils de Mogen Friis, le comte Christian Friis, le domaine passe à sa fille aînée, la comtesse Christiane Sophie, qui est l’épouse du comte Erhard Wedel, prenant le nom de Wedel-Friis, puis il passe à la sœur puînée Elisabeth Friis, épouse de Jean-Henri des Mercières. Le couple est aussi sans enfant. C’est la nièce de cette dernière, Sophie Magdelene Elisabeth von Gram (fille de Birgitte Friis), qui en hérite et ensuite son fils aîné, le baron Frederik Carl Krag-Juel-Vind, qui hérite du titre de comte Frĳs (avec un « j »). C’est à son époque que le comté s’étend sur 450 kilomètres carrés !
Lorsque le comte Frederik Carl Krag-Juel-Vind-Frijs meurt en 1815, son fils Jens Christian Krag-Juel-Vind-Frijs en hérite. Il modernise l’exploitation et fait construire de nouveaux bâtiments. Son fils, le comte Christian Emil Krag-Juel-Vind-Frijs (1817 † 1896), futur président du conseil (1865 – 1870) et ministre des Affaires étrangères, acquiert en 1849 la partie nord du comté, le domaine de Frijsenborg. C’est lui qui fait reconstruire le château en style néorenaissance, et une nécropole familiale en 1860, les générations précédentes étant enterrées dans l’église paroissiale de Hammel. Son fils, le comte Mogens Christian Krag-Juel-Vind-Frijs n’a pas de descendance masculine, aussi réclame-t-il au ministère de la justice que sa fille Inger devienne l’héritière du comté, contrairement aux lois successorales du régime de fideicommis. Lorsque le comte meurt en 1923, sa fille hérite du château. Son fils aîné, le comte Charles Bendt Mogens Tido Wedell, en hérite à son tour en 1959 et acquiert l’ensemble de Frijsenborg, en plus de Wedellsborg, le domaine paternel. L’héritier de Frijsenborg est depuis 1982 le comte Bendt Wendell.

## Aujourd’hui

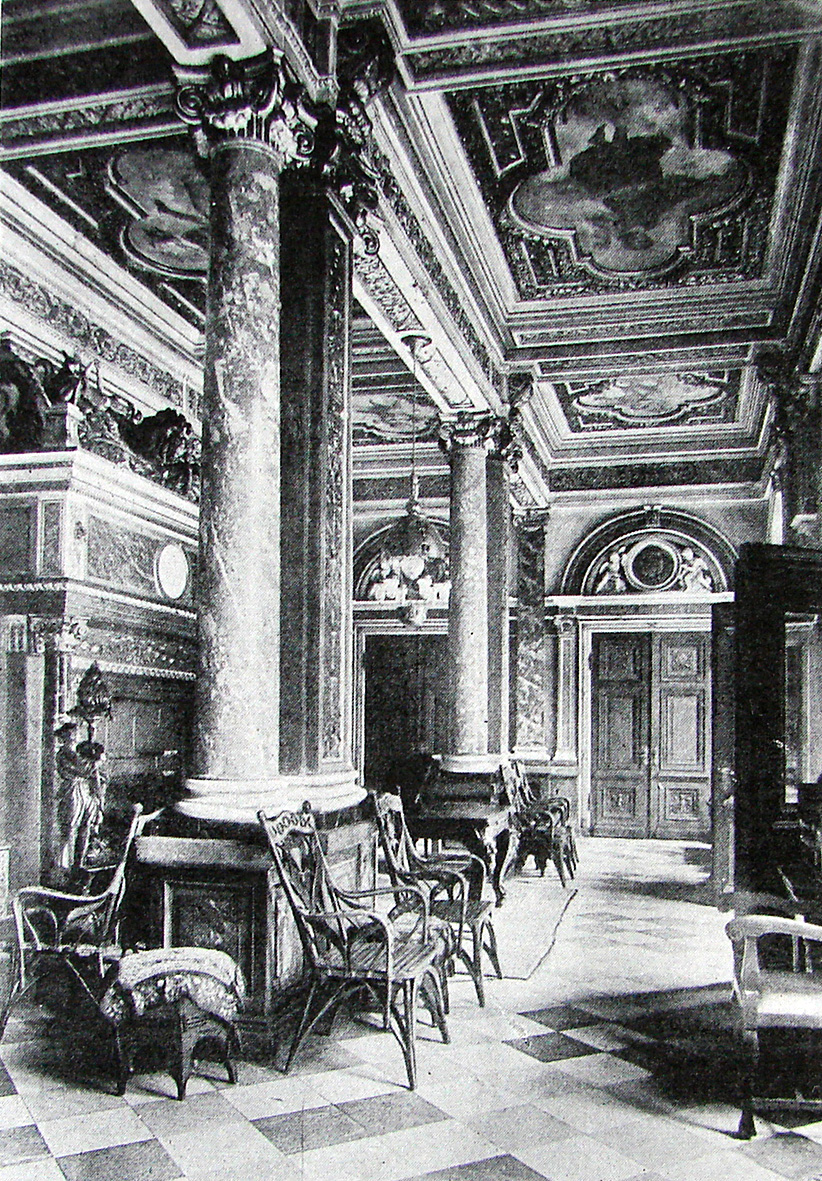
Le vestibule du château en 1923

Frijsenborg consiste aujourd’hui, avec le château, en cinq grosses fermes avec leurs terres, le tout pour une surface de 6 181,8 hectares. Ce sont Frijsendal (dont le château est démoli en 1868–1869), Fuglsang (dont il ne reste plus qu’une ferme à colombages de 1740), Jernit, Søbygård et Lyngballegård (son manoir est construit en 1846).